# パスカル・フェラン
パスカル・フェラン（Pascale Ferran, 1960年4月17日 - ）はフランスの映画監督・脚本家。

## 来歴
1994年、長編デビュー作『死者とのちょっとした取引』で第47回カンヌ国際映画祭カメラ・ドールを受賞。2作目の『a.b.c.の可能性』は1996年の第53回ヴェネツィア国際映画祭で国際映画批評家連盟賞を受賞した。
2006年、10年ぶりの監督作となる『レディー・チャタレー』を発表。性的表現が議論の呼ぶことでも知られるD・H・ローレンスの小説『チャタレイ夫人の恋人』を映画化したもので、第32回セザール賞で作品賞など5部門を受賞。また、本作はルイ・デリュック賞、リュミエール賞監督賞なども受賞し、高く評価された。
2014年、長編4作目の『バードピープル』が第67回カンヌ国際映画祭のある視点部門に出品された。

## 作品

### 監督作品
- Souvenir de Juan-Les-Pins（1983年）短編
- Un dîner avec M. Boy et la femme qui aime Jésus（1989年）短編
- Le baiser（1990年）短編
- 死者とのちょっとした取引 Petits arrangements avec les morts（1994年）
- a.b.c.の可能性 L' Âge des possibles（1995年）
- レディ・チャタレー Lady Chatterley（2006年）
- バードピープル Bird People（2014年）

### 脚本作品
※監督作は除く。
- Il ne faut jurer de rien（1983年）短編
- 夜の天使 Gardien de la nuit（1986年）
- Les cinéphiles 2 - Eric a disparu（1989年）
- La sentinelle（1992年）
- Mange ta soupe（1997年）
- レッドタートル ある島の物語 The Red Turtle（2016年）